# Daniel Bekono
Daniel Bekono, född den 31 maj 1978 i Yaoundé, Kamerun, är en kamerunsk fotbollsspelare. Vid fotbollsturneringen under OS 2000 i Sydney deltog han i det kamerunska lag som tog guld. 